# Mallorca Voltors
Mallorca Voltors (español: Buitres de Mallorca), cuyo nombre completo es Mallorca Voltors Club de Fútbol Americano, es un club español de fútbol americano ubicado en Palma de Mallorca (Baleares).

## Historia
Fue fundado a finales de 1987 por varios estudiantes de la Universidad de las Islas Baleares. Debutaron en competición oficial en la I Supercopa, en 1989, competición que disputaron los cuatro equipos que jugaron la I Liga Catalana de Fútbol Americano (LCFA), L'Hospitalet Pioners, Badalona Drags, Poblenou Búfals y Barcelona Boxers, junto con Sants Broncos y Voltors, lo que convierte a Mallorca Voltors en el primer equipo de fuera de Cataluña en disputar una competición oficial de ámbito nacional.
Posteriormente compitieron en la conferencia Levantino-Balear de la Liga Catalana de Fútbol Americano. Los Voltors llegarían a la final de conferencia, lo que les dio paso a la eliminatoria por el título de liga, donde perdieron ante L'Hospitalet Pioners. Su buena actuación les brindaría la posibilidad de formar parte de la I edición de la Liga Nacional de Fútbol Americano, conocida como la liga Beefeter, donde permaneció tres temporadas con el head coach Sergio Padura. Con la salida de Beefeter como patrocinador de la liga, al término de la temporada 1997, los problemas económicos golpearon muchos equipos, incapaces de costearse los viajes para plantillas de más de 30 jugadores, entre ellos los Voltors, que abandona la liga española.
Vuelve a la Liga Nacional de Fútbol Americano en la temporada 2012, en la que retorna a la Serie B de la LNFA, de la mano del Head Coach y Quarterback del equipo Juan Serrano. En este temporada firman un brillante debut, llegando a semifinales donde cayeron por un ajustado 13-12 ante Valencia Giants (equipo que ese mismo año ascendería en la repesca a Serie A).
En la campaña de 2013 el equipo se vio afectado seriamente por las lesiones, algunas de ellas graves, viendo así mermadas sus posibilidades de entrar en playoffs y firmando una pobre temporada.
En 2014, Isaac Delgado, hasta ese momento coordinador defensivo, toma las riendas del equipo, y junto con Andrés Gelabert y Xavi Serrano inician una nueva campaña. Tras acabar invictos la fase regular, accedieron a los playoffs, disputando la final ante Reus Imperials, a los que , en un igualadísimo partido, derrotaron con un dramático e histórico touchdown a falta de 23 segundos para el pitido final, proclamándose así campeones de la Serie B de la XX LNFA 2014, y consiguiendo el ascenso directo a la Serie A tan solo dos años después de volver a la competición nacional.